# Joan Herrero i Manich
Joan Herrero i Manich (Barcelona, 7 de maig del 1930 – Mataró, 8 d'octubre de 2011) va ser un sacerdot escolapi català.

## Biografia
Va ser ordenat sacerdot el 20 de desembre de 1952. Sacerdot escolapi, educador de cor, home conegut per tothom a Mataró.
Joan Herrero i Manich havia nascut a Barcelona, l'any 1930. Era el germà més gran d'una família nombrosa, senzilla i treballadora, de profundes arrels cristianes. Després de fer els seus primers estudis al parvulari de les Germanes Paüles i la seva primària a les escoles de Generalitat, estudià als Escolapis de Sant Anton. Als dotze anys ingressà com a postulant a Alella. I a Moià, l'any 1946, va fer la seva primera professió religiosa. D'allà passaria a Iratxe (Navarra), on començà els estudis de filosofia, que alternà amb els de magisteri. Finalment feu els seus cursos de teologia a Albelda (la Rioja).
La seva primera vinculació amb Mataró data del curs 1952/1953. Justament llavors va rebre l'orde sacerdotal i cantà missa a l'església de Sant Anton (26 de desembre de 1952), i pocs dies després (11 de gener de 1953) celebrà la seva primera missa a Mataró, els seus padrins de la primera missa varen ésser els consorts mataronins Manuel Julià Llavina i Eulalia Saurí Massuet, amb els quals -i tota la seva família- varen mantenir sempre més una relació familiar.
Llevat dels anys que fou nomenat rector de l'Escola Pia de Balaguer (1973-1976), el pare Joan no es va moure mai més de Mataró. Va tenir diferents tasques de responsabilitat, però bàsicament la seva activitat educadora es va desenvolupar en els cursos de primària. En particular, tingué una gran dedicació pel que fa a la formació religiosa dels infants en els anys de la primera comunió i en les preparacions de les catequesis apropiades a aquests nivells.
Home obert, dialogant, tolerant i comprensiu, havia demostrat tenir sempre un tarannà alegre i optimista. Realista i pragmàtic, seguia molt de prop l'evolució de la mateixa Església i més en particular les transformacions sofertes per la mateixa Escola Pia, en el procés d'adaptació a les noves realitats socials i humanes del nostre temps.
Seria sempre un referent per a molts dels seus alumnes. Amb il·lusió renovada, el pare Joan va continuar realitzant una tasca de servei constant i desinteressat, d'abnegació innegable, vers els seus exalumnes i vers molts ciutadans mataronins que el coneixien i l'estimaven. Malgrat la seva precària salut, no tenia mai un “no” per a ningú i estava realment sempre al costat de la gent. Segons molts, era un sacerdot modèlic i un ciutadà exemplar.
Com a mostra de reconeixement de la seva extraordinària tasca pastoral, social, educativa i humana portada a terme a Mataró, i a proposta d'un grup d'antics alumnes de l'Escola Pia, el pare Joan Herrero va ser nomenat fill adoptiu de la ciutat, l'any 1998. S'hi adheriren múltiples entitats i associacions mataronines, i milers de ciutadans a tall personal. Es publicà un liber amicorum que aplega escrits, records i testimonis d'autoritats, amics i deixebles en homenatge del pedagog escolapi sota el títol de El pare Joan, fill adoptiu de Mataró coordinat per Ramon Salicrú.
El 2012 var se elegit "Mataroní de l'any" i al mes d'octubre es donà al seu nom a la plaça, a tocar del seu Col·legi de Santa Anna, on hi situada l'antiga creu de terme.
El 2002 va rebre la Creu de Sant Jordi pel conjunt d'una tasca pedagògica que, des de la ciutat de Mataró, va anar sempre unida al foment de la llengua, la cultura i les tradicions catalanes quan això era particularment difícil. La seva trajectòria ha influït en la represa de la catalanitat a la capital del Maresme i el seu entorn a partir de la transmissió dels valors humans i cristians.